# Љиљани (албум)
Љиљани је десети студијски албум Халида Бешлића. Издат је 1991. године. Издавачка кућа је Бешлић продукција.

## Песме
1. Љиљани
2. Задњи пут сам овдје друже
3. Заробљеник вина
4. Растанак
5. Ником више не вјерујем ја
6. Очи њене
7. Узалуд је вино
8. Памтићу те